# カウンティ裁判所
カウンティ裁判所（カウンティさいばんしょ、英: County Court）は、各国でカウンティを管轄する裁判所である。イングランドおよびウェールズについては州裁判所と、アメリカ合衆国については郡裁判所と訳すのが通常である。

## イングランドおよびウェールズ
イングランドおよびウェールズには216の州裁判所があり、民事訴訟事件の大部分を取り扱うとともに、一部の家事事件・倒産事件の審理も行う。
イングランドおよびウェールズの裁判所を管理する機関が、司法省の執行機関である英国裁判所局 (Her Majesty's Courts Service) である。州裁判所は、1984年州裁判所法によって規律されている。手続は、イングランドの全裁判所の民事事件に適用される1998年民事訴訟規則 (CPR) に基づいて行われる。
現在の州裁判所制度は、1846年州裁判所法が翌1847年に施行された時に発足した。州裁判所は、訴額が5万ポンド（10万USドル、8万ユーロに相当）以下の事件を一般的に審理する。現在の制度は完全に制定法によって設けられたものであり、中世に各州長官が設置した「州裁判所」とは異なるものである。

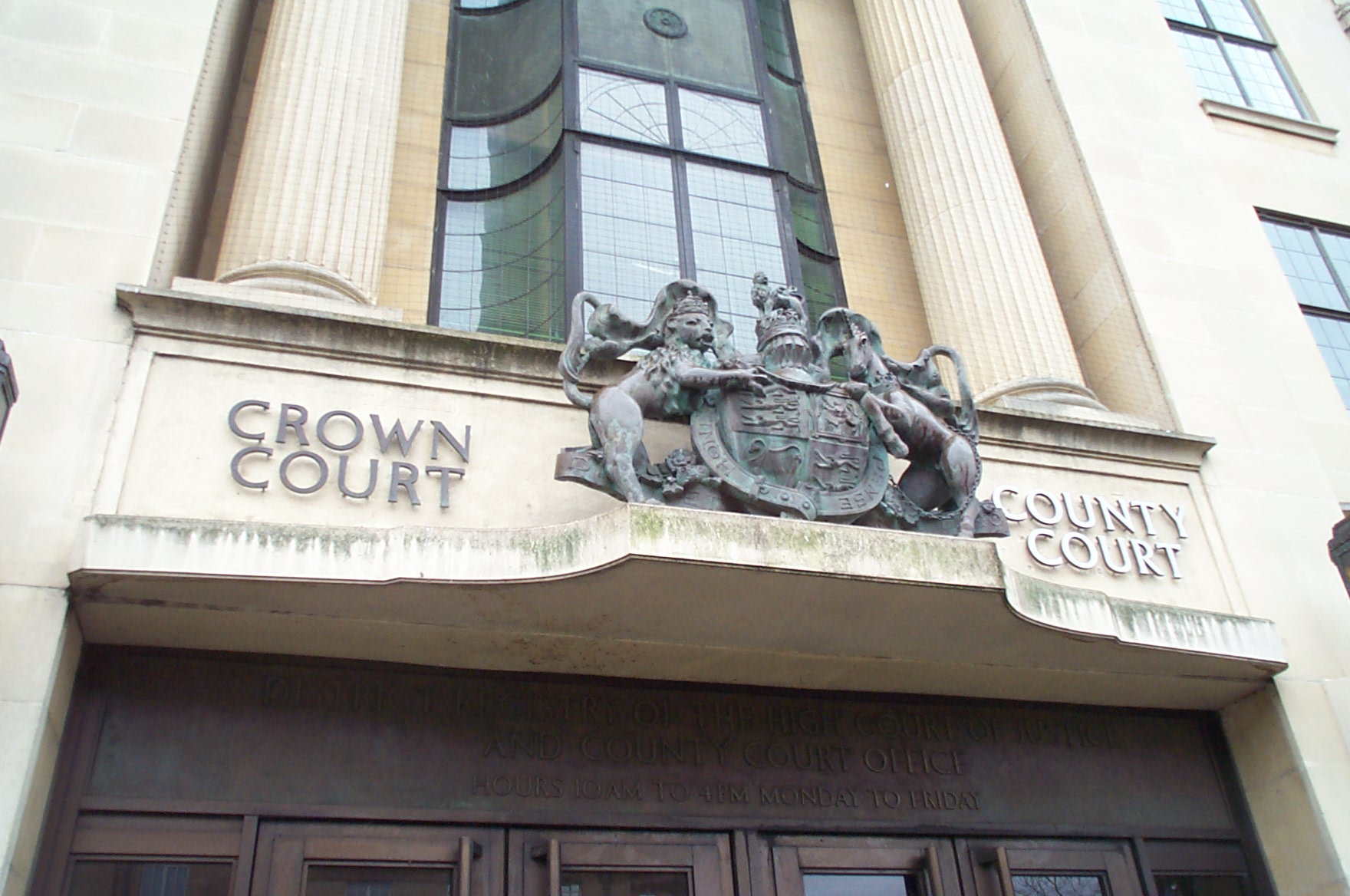
オックスフォードにある国王裁判所と州裁判所。

州裁判所への訴えの提起は、自ら出向いて、または郵送で行うことができ、一部の事件では州裁判所バルクセンターを通じてインターネットで申し立てることができる。事件は通常、被告の居住地を管轄する裁判所で審理される。ほとんどが、1人の地区判事又は巡回判事によって判断される。イングランドの民事事件（警察に対する訴訟など一部の例外を除く）は、陪審なしで審理される。州裁判所の裁判官は、法廷弁護士（バリスター）または 事務弁護士（ソリシター）出身者である（一方、高等法院の裁判官は法廷弁護士出身者であることが多い）。
5000ポンド未満の民事訴訟は、州裁判所の「少額訴訟トラック (Small Claims Track)」で処理される。一般市民には「少額訴訟裁判所」という名前で知られているが、別個の裁判所があるわけではない。5000ポンドから1万5000ポンドの訴訟で1日で審理を終えられるものは「ファスト・トラック (Fast Track)」に、1万5000ポンド以上の訴訟は「マルチ・トラック (Multi Track)」に割り振られる。人身傷害、名誉毀損及び一部の賃貸借の事件については、これらのトラックの振り分け基準となる価額が異なっている。
州裁判所の裁判に対する上訴は、上級の裁判官（地区判事の裁判に対する上訴事件を巡回判事が審理する）、高等法院、控訴院へと行われる。
債務支払請求の事件では、州裁判所に訴訟を提起する原告の目的は、州裁判所の判決を得ることである。判決の執行方法にはいくつかあり、(1)裁判所執行吏 (Court Bailiff) に財産の差押えを求め、その売却代金を債務の支払に当てる、(2)収入の差押命令を得て被告の雇用主が給料から控除して原告に支払うといった方法がある。
州裁判所判決は、判決・命令・罰金登録所に登録されるほか、信用照会機関が管理する被告の信用記録にも登録される。この情報は信用評価システムで用いられているため、登録されると被告が融資を受けるのが難しくなったり、条件が不利になったりする。

## オーストラリア
一部のオーストラリアの州では、中間上訴裁判所（二審裁判所）に郡裁判所 (County Court) という名称が付けられている（ビクトリア州郡裁判所など）。これらの裁判所では、反逆罪及び殺人罪（謀殺・故殺）を除く正式起訴犯罪（一定の重大な犯罪）を審理する。民事訴訟では、訴額が数万豪ドルから数十万豪ドルの範囲の訴訟について中間上訴管轄を持つという場合が多い。その上限・下限は州によって異なる。他の州では中間上訴裁判所を地方裁判所 (District Court) と呼ぶところもある。これらの下にあるのが、治安判事裁判所 (Magistrates' Courts) 又はローカル・コート (Local Court) である。一方、上位にあるのは州最高裁判所である。一方、中間上訴裁判所を置かない二審制をとっている州もある。

## アメリカ合衆国
アメリカ合衆国では、州によって、郡裁判所 (County Court) を設けているところがある。